# الکساندر تایل
الکساندر تایل (به آلمانی: Alexander Tille) (زاده ۳۰ آوریل ۱۸۶۶ - درگذشته ۱۶ دسامبر ۱۹۱۲) فیلسوف آلمانی است، وی اولین ناشر آثار نیچه به زبان انگلیسی و همچنین گفتار زرتشت در سال ۱۸۹۶ است.